# Anne Hvidsten
Anne Hvidsten (Austrheim, 17 agosto 1981) è una cantante norvegese.

## Biografia
Anne Hvidsten è salita alla ribalta all'inizio del 2004, quando il suo singolo di debutto Need to Know ha raggiunto l'8ª posizione della classifica norvegese. Il suo primo album omonimo è uscito su etichetta discografica Capitol Records nello stesso anno.
Nel 2008 la cantante ha partecipato al Melodi Grand Prix, il programma di selezione del rappresentante norvegese all'Eurovision Song Contest, con il brano A Little More, non riuscendo tuttavia a qualificarsi per la finale. L'anno successivo è uscito il suo secondo album, The Bubble Burst.

## Discografia

### Album
- 2004 – Need to Know
- 2009 – The Bubble Burst
- 2012 – My Favourite Song

### Singoli
- 2003 – Need to Know
- 2003 – Disconnection
- 2004 – Told You So
- 2008 – A Little More
- 2012 – My Favorite Song (feat. Ole Reinert Berg-Olsen)
- 2014 – Heim til Austrheim
- 2019 – Think I'm in Love
- 2020 – Twice as Happy
- 2020 – Dream of Asia